# فود بیسیکس
فود بیسیکس (انگلیسی: Food Basics) شرکت خرده‌فروشی کانادایی است، که در سال ۱۹۹۵ تأسیس شد و هم‌اکنون زیرمجموعه‌ای از شرکت مترو می‌باشد.